# Małgorzata Giel-Pietraszuk
Małgorzata Giel-Pietraszuk – polska biochemik, pracownik naukowy Instytutu Chemii Bioorganicznej PAN, gdzie pracuje w Pracowni Analiz Struktur Subkomórkowych. Specjalizuje się w chemii kwasów nukleinowych i biochemii.

## Życiorys
W 1997 r. obroniła rozprawę doktorską pt. Specyficzność oddziaływań kwasów nukleinowych z białkami i peptydami. Analiza kompleksu 5S rRNA z fragmentami czynnika transkrypcyjnego IIIA z Xenopus laevis, wykonaną w ICHB PAN pod kierunkiem prof. Mirosławy Naskręt-Barciszewskiej. Stopień doktora habilitowanego nauk chemicznych uzyskała w 2011 r., także w ICHB PAN, na podstawie pracy pt. Wpływ hydratacji na strukturę i właściwości kwasów nukleinowych. Do 2019 r. wypromowała 1 doktora.